# Petr Sláma
Petr Sláma (* 25. června 1967 Praha) je evangelický teolog, starozákonní biblista, vysokoškolský pedagog, překladatel a kazatel Českobratrské církve evangelické.

## Život
Pochází z rodiny Jana a Jany Slámových, stavaře a středoškolské učitelky.  Jeho sourozenci jsou Pavel Sivák, Ondřej Sláma a Marta Zikmundová. Vyrostl v Jeseníku a v Rýmařově, vystudoval Komenského evangelickou bohosloveckou fakultu (1986-1994, od roku 1990 Evangelická teologická fakulta UK v Praze).
Ke studiu nejprve z politických důvodů nepřijat (1985), poté je přerušil kvůli vojně (1989–1991).
V letech 1992–1993 studoval v rámci programu Studium in Israel na Hebrejské univerzitě v Jeruzalémě a v letech 1994–1995 v rámci OTEP na Oxfordské univerzitě. Během doktorského studia na ETF UK absolvoval stáž na Eberhard-Karlově univerzitě v Tübingen. V roce 2000 obhájil dizertační práci Obraz rabi J'hóšuy ben Léviho v talmudech a midraších. V letech 2004-2005 obdržel Fulbright-Masarykovo stipendiem k badatelskému pobytu na Columbia Theological Seminary v Decatur, GA v USA. Od roku 2011 se v rámci spolupráce ETF UK s univerzitami v Tel Avivu a v Heidelberku účastnil archeologických vykopávek v Chirbet Qeiyafa, Tel Azeka a v Tel Moca v Izraeli.
Na ETF UK působí od roku 1996, nejprve jako odborný asistent a od roku 2013 jako docent na katedře Starého zákona. Je vědeckým pracovníkem Centra Biblických studií AV ČR a UK. V letech 2000–2022 byl senátorem Akademického senátu UK a Akademického senátu ETF UK. V roce 2022 byl jmenován proděkanem ETF UK pro doktorské studium. Od roku 2025 je předsedou oborové rady doktorského studijního programu Biblická teologie na ETF UK, dále je členem oborové rady doktorského studijního programu judaistika na HTF UK, správní rady Herzlova centra izraelských studií na FSV UK a etické komise Filozofického ústavu AV ČR. Od roku 2014 vede na ETF UK projekt Specifického vysokoškolského výzkumu. Jako externí vyučující působil na Pedagogické fakultě UK a na Vysoké škole CEVRO institut. Je šéfredaktorem mezinárodního teologického časopisu Communio viatorum, zástupcem ETF v ediční komisi nakladatelství Karolinum, členem mezinárodních odborných společností Society of Biblical Literature, Wissenschaftliche Gesellschaft für Teologie, European Association of Biblical Studies a členem kuratoria spolku Studium in Israel.
V Českobratrské církvi evangelické absolvoval v roce 1996 roční vikariát ve sboru v Praze na Smíchově, 10.12. 1996 byl v Rýmařově ordinován a v letech 1996–2000 působil jako druhý farář v Praze na Vinohradech (první farář Jaromír Dus). Od roku 2008 se dobrovolnicky podílí na Church Partnership Network, pracovní skupině koordinující kontakty českých evangelíků s americkými presbyteriány. V letech 2016-2019 byl členem Strategické komise ČCE, v letech 2016 až 2025 členem výboru Spolku evangelických kazatelů a v letech 2022 a 2023 členem poradního odboru teologického.Od roku 2017 zastupuje ČCE ve výboru České biblické společnosti. 
Kromě evangelické tradice inspirován především českou a světovou beletrií, charismatickým hnutím, Taizé a skrytou církví v Čechách.
Žije ve Staré Boleslavi, ženat s Lucií Slámovou, mají tři děti. Je členem sboru ČCE v Brandýse nad Labem. Vedle výzkumu a výuky na ETF UK příležitostně káže a píše popularizující a spirituální texty.  Na komunální úrovni se do roku 2022 angažoval ve spolku Milion chvilek pro demokracii.

## Dílo
V dizertační práci nazvané Obraz rabi J'hóšuy ben Léviho v talmudech a midraších z roku 2000 se věnoval rabínské literatuře. V knize Tanu rabanan: Antologie rabínské literatury (2010) vychází z této dizertace a představuje rabínskou literaturu jako specifický projev hermeneutiky dvojí Tóry, písemné a ústní. Díky této hermeneutice znamenají texty Hebrejské bible (Starého zákona) v židovství často něco jiného, než když se čtou prizmatem křesťanství.
Ve své habilitační práci z roku 2013 se zaměřil na  novověké pokusy formulovat celkový význam Starého zákona. V této práci, která po lehkých úpravách vyšla jako Nové teologie Starého zákona a dějiny, představuje několik desítek starozákonních teologií, napsaných od konce 18. do začátku 21. století. Ukazuje, jak se pro biblisty stalo lakmusovým papírkem pojetí dějin, tedy to, ke které z dějinných rekonstrukcí dějin Izraele a vzniku jeho svaté knihy se badatel přikloní, ale také – a důležitěji – vůbec to, jakou roli při výkladu Bible historicko-kritické metodě  nebo nějak jinak pojatým dějinám přiřkne.
V souvislosti s archeologickými expedicemi v Izraeli promýšlí narativní, k současnosti vztaženou povahu dějin. Ukazuje na paralelu historiografie a biblistiky: jedna pracuje s archeologickými artefakty, druhá s dochovanými texty. Obojí pocházejí z minulosti a jsou samy o sobě nejednoznačné. Vyžadují interpretaci, v níž se vždy odráží agenda vykladače. Pak ovšem – v protikladu k představám rankeovské historiografie – nemá historiografie privilegovanější postavení než teologie.
V rámci projektu Český ekumenický komentář pracuje na výkladu knihy Exodus a v souvislosti s tím se zapojuje do debaty o literárních a historických aspektech vzniku Pentateuchu.